# Stary Błeszyn
Stary Błeszyn (do 1945 niem. Alt Blessin) – wieś w Polsce położona w województwie zachodniopomorskim, w powiecie gryfińskim, w gminie Mieszkowice. Według danych z 2011 miejscowość liczyła 137 mieszkańców.
Wieś znajdowała się od ok. 1250 na terytorium powstałej Nowej Marchii, pierwsza wzmianka pochodzi z 1399. Przez wieki była własnością rodu von Sack, następnie XVII-XIX w. części wsi należały również do rodów von Schönebeck, von Wobeser, von Treskow, von Sydow, von Oelsen. W połowie XIX w. majątki uległy parcelacji. Od 1945 leży w granicach Polski.

## Położenie
Zgodnie z podziałem fizycznogeograficznym Polski według Kondrackiego teren, na którym położony jest Stary Błeszyn należy do prowincji Nizina Środkowoeuropejska, podprowincji Pojezierza Południowobałtyckiego, makroregionu Pradolina Toruńsko-Eberswaldzka oraz w końcowej klasyfikacji do mezoregionu Kotlina Freienwaldzka.
Miejscowość położona jest 10 km na zachód od Mieszkowic.
Stary Błeszyn posiada układ przestrzenny o mało czytelnej, wielodrożnicowej kompozycji. Niektóre drogi uległy częściowemu zatarciu, zaś ich pierzeje składają się z pojedynczych obiektów. Zagrody wiejskie są z reguły małe, głównie 2-budynkowe, o nieregularnym kształcie działek siedliskowych. Zabudowa jest zróżnicowana pod względem materiałowym (budynki szachulcowe, murowane lub o łączonej konstrukcji). Dawny kościół z 1736 r. został zburzony podczas działań wojennych w 1945 r. i nie odbudowany, działka przykościelna pozostaje niezagospodarowana. Interesującym elementem kompozycji przestrzennej wsi jest rozległy, śródleśny cmentarz ewangelicki z 2. połowy XIX w., położony w płn-wsch. części miejscowości. Jego pierwotny układ przestrzenny uległ zatarciu, nekropolia jest porośnięta w całości lasem, pierwotną funkcję terenu daje się odczytać po obecności pojedynczych, zdewastowanych nagrobków oraz pozostałości ozdobnej zieleni wysokiej.

## Demografia
Ludność w ostatnich 3 stuleciach:

## Historia
- VIII-poł. X w. – w widłach Odry i dolnej Warty znajduje się odrębna jednostka terytorialna typu plemiennego, prawdopodobnie powiązana z plemieniem Lubuszan. Na północy od osadnictwa grupy cedyńskiej oddzielały ją puszcze mosińska (merica Massen) i smolnicka (merica Smolnitz). Mieszkańcy zajmowali się gospodarką rolniczo-hodowlaną.
- 960–972 – książę Mieszko I opanowuje tereny nadodrzańskie, obejmujące obręb późniejszej kasztelani cedyńskiej, ziemię kiniecką i kostrzyńską
- 1005 (lub 1007) – Polska traci zwierzchność nad Pomorzem, w tym również nad terytorium w widłach Odry i dolnej Warty
- 1112–1116 – w wyniku wyprawy Bolesława Krzywoustego, Pomorze Zachodnie uznaje zwierzchność lenną Polski
- Pocz. XIII w. – obszar na północ od linii Noteci-dolnej Warty i zachód od Gwdy w dorzeczu Myśli, Drawy, środkowej Iny, stanowi część składową księstwa pomorskiego; w niewyjaśnionych okolicznościach zostaje przejęty przez księcia wielkopolskiego Władysława Laskonogiego, a następnie jego bratanka, Władysława Odonica
- 1250 – margrabiowie brandenburscy z dynastii Askańczyków rozpoczynają ekspansję na wschód od Odry; z zajmowanych kolejno obszarów powstaje następnie Nowa Marchia
- 1320-1323 – po wygaśnięciu dynastii askańskiej, Nowa Marchia przejściowo przechodzi we władanie książąt pomorskich
- 1323 – władzę w Nowej Marchii obejmują Wittelsbachowie
- 1337 – księga ziemska margrabiego brandenburskiego Ludwika Starszego nie zawiera wzmianki o wsi
- 25.07. 1399 – pierwsza wzmianka pod nazwą Blosen, Blesen; Zygmunt Luksemburski potwierdza Clausowi von Sack (Claws Saks) z Przyjezierza, iż wraz z innymi członkami rodu von Sack posiadają do wspólnej ręki otrzymane dziedzicznie od Jana Zgorzeleckiego dobra: siedzibę (Hausstätte) w Różankach, (Dorfstätte) w Przyjezierzu i całą wieś Błeszyn[9]
- 1402–1454/55 – ziemie Nowej Marchii pod rządami zakonu krzyżackiego
- 1433 – podczas wojny polsko-krzyżackiej, okoliczne tereny zostają zdobyte i splądrowane przez Husytów
- 1535–1571 – za rządów Jana kostrzyńskiego Nowa Marchia staje się niezależnym państwem w ramach Świętego Cesarstwa Rzymskiego
- 1538 – margrabia Jan kostrzyński oficjalnie wprowadza na terenie Nowej Marchii luteranizm jako religię obowiązującą
- 1604 – wieś liczy 470 mieszkańców i 74 domy mieszkalne
- 1670 – jedna czwarta wsi zostaje opuszczona
- 1701 – powstanie Królestwa Prus

| Właściciel                                  | Lata            | Udział    |
| ------------------------------------------- | --------------- | --------- |
| von Sack                                    | przed 1399–1670 | cała wieś |
|                                             |                 |           |
| von Sack                                    | 1670–1767       | ¾ wsi     |
| Jakob Ludwig von Grape                      | 1768–1775       | ¾ wsi     |
| von Knobelsdorf?                            | 1775–1789       | ¾ wsi     |
| Friedrich Karl Ludwig Sigismund von Treskow | 1789–1803       | ¾ wsi     |
| von Waldow                                  | 1803? – 1830    | ¾ wsi     |
|                                             |                 |           |
| von Schönebeck                              | 1670–1705       | ¼ wsi     |
| von Wobeser                                 | 1705–1715       | ¼ wsi     |
| ?                                           | 1715–1781       | ¼ wsi     |
| Adolf Friedrich von Buch                    | 1781–1792       | ¼ wsi     |
| Wilhelm Ludwig von Sydow                    | 1792–1805       | ¼ wsi     |
| von Oelsen                                  | 1805–1830       | ¼ wsi     |
|                                             |                 |           |
| von Oelsen                                  | 1830–ok. 1850   | cała wieś |
| von Plötz                                   | 1855            |           |

- Do 1705 – właścicielem części wsi jest ród von Schönebeck
- Do 1715 – właścicielem części wsi jest rodzina von Wobeser
- 1718/19 – we wsi jest 22 chałupników (niem. Kossäten) i 29 chłopów czynszowych (niem. Freihäuseler)
- 1736 – wybudowano ryglowy kościół (zburzony w 1945)
- Do 1767 – właścicielem części majątku jest rodzina von Sack (ostatni właściciel z tego rodu to George Friedrich von Sack (1770–1786), posiadał również Witnicę i Altreetz)
- 1781 – właścicielem ¼ wsi staje się Adolf Friedrich von Buch ze Stolpe
- 1789–1803 – Friedrich Karl Ludwig Sigismund von Treskow (1772-1853) wymieniany jako właściciel ¾ wsi Błeszyn[10]
- 1792 – ¼ majątku Błeszyn, wraz z Witnicą, nabywa Wilhelm Ludwig von Sydow
- Pocz. XIX w. - powstaje kolonia Nowy Błeszyn (Neu Blessin), co doprowadza do zmiany nazwy wsi na Stary Błeszyn (Alt Blessin)
- 1803? – od von Treskowa jego część wsi nabywa porucznik von Waldow z Chełma Dolnego
- 1805 – ¼ wsi zostaje zakupiona od Wilhelma Ludwiga von Sydow przez jego zięcia Johanna Christiana Magnusa von Oelsen (ożenionego w 1802 z córką Charlotte von Sydow), razem z majątkiem w Witnicy
- 1806–1807 – Nowa Marchia pod okupacją wojsk napoleońskich; na mocy traktatu w Tylży w dniu 12.07.1807 wojska francuskie opuszczają terytorium państwa pruskiego z wyjątkiem niektórych ważniejszych twierdz, pod warunkiem spłaty bądź zabezpieczenia nałożonej na Prusy kontrybucji wojennej
- 1807–1811 – reformy gospodarcze Steina- Hardenberga dotyczące zniesienia poddaństwa chłopów w Prusach (najpierw w królewszczyznach, następnie w dobrach prywatnych); w zamian za uwłaszczenie dziedzic otrzymywał od chłopa odszkodowanie pieniężne, w postaci robocizny w określonym czasie lub części ziemi, przy czym to nie mogło przekroczyć połowy gospodarstwa chłopskiego
- 1815-1818 - reformy administracyjne Prus zmieniają strukturę Nowej Marchii; wieś należy do powiatu Chojna, w rejencji frankfurckiej, w prowincji brandenburskiej
- 1816 – obowiązek uwłaszczenia chłopów w Prusach ograniczono do gospodarstw sprzężajnych, tj. posiadających co najmniej dwa zwierzęta pociągowe (konie lub woły)
- 1830 – von Oelsen scala wszystkie części wsi w jeden majątek
- 1850 – uwłaszczenie chłopów w Prusach rozszerzono na wszystkie gospodarstwa chłopskie, aczkolwiek do tego czasu wielu chłopów zostało przez panów usuniętych z ziemi lub zbankrutowało
- Poł. XIX w. – majątek ulega parcelacji, powstają gospodarstwa po 20-25 ha
- 1855 – jako jeden z właścicieli wsi wymieniany jest von Plötz[11]
- 1871-1918 – Nowa Marchia w ramach zjednoczonej Drugiej Rzeszy Niemieckiej
- 1901 – większość zabudowy wsi ulega spaleniu
- 05.02.1945 – zajęcie przez wojska 5 Armii 1 Frontu Białoruskiego; wieś zniszczona podczas walk nad Odrą
- IV 1945 – budowa przeprawy przez Odrę, po której przeszły m.in. oddziały 3 Dywizji Piechoty Wojska Polskiego; przeprawa zostaje zorganizowana przez 7 i 9 Batalion Saperów oraz 6 i 31 Batalion Pontonowy.
- 1975–1998 – miejscowość należy administracyjnie do województwa szczecińskiego

## Nazwa
Nazwa na przestrzeni wieków: Blosen, Blesen 1399; Blezyn 1409

## Administracja
Miejscowość jest siedzibą sołectwa Stary Błeszyn.

## Architektura
- stodoła wraz z reliktami bramy, z 2. połowy XIX w.
- budynki w konstrukcji ryglowej z XIX/XX w.

## Związki wyznaniowe
Kaplica pw. św. Józefa Opiekuna Rodzin należy do parafii rzymskokatolickiej pw. Najświętszej Maryi Panny Częstochowskiej w Czelinie; adaptowana w 1994 z pomieszczenia gospodarczego na cele kultu religijnego.